# Мандагуасу
Мандагуасу (порт. Mandaguaçu) — муниципалитет в Бразилии, входит в штат Парана. Составная часть мезорегиона Северо-центральная часть штата Парана. Входит в экономико-статистический микрорегион Асторга. Население составляет 18 403 человека на 2006 год. Занимает площадь 294,010 км². Плотность населения — 62,6 чел./км².

## История
Город основан 14 декабря 1952 года.

## Статистика
- Валовой внутренний продукт на 2003 год составляет 112 509 682,00 реалов (данные: Бразильский институт географии и статистики).
- Валовой внутренний продукт на душу населения на 2003 год составляет 6363,31 реалов (данные: Бразильский институт географии и статистики).
- Индекс развития человеческого потенциала на 2000 год составляет 0,762 (данные: Программа развития ООН).

## География
Климат местности: субтропический. В соответствии с классификацией Кёппена, климат относится к категории Cfb.